# Emilio Rocha Grande
Emilio Rocha Grande OFM (ur. 8 maja 1958 w Madrycie) – hiszpański duchowny katolicki, arcybiskup Tangeru od 2023.

## Życiorys
Święcenia kapłańskie otrzymał 16 lutego 1991 w zakonie franciszkańskim. Był m.in. mistrzem postulatu, definitorem i wikariuszem prowincjalnym, a także generalnym wizytatorem dla kilku hiszpańskich prowincji. W 2022 został administratorem archidiecezji Tangeru.
7 lutego 2023 papież Franciszek mianował go ordynariuszem archidiecezji Tangeru. Sakry udzielił mu 25 marca 2023 kardynał Cristóbal López Romero.